# 馬承
马承，东汉末年三国时期人物，扶风茂陵（今陕西省兴平縣东北）人，名将马超之子，馬騰之孫。有一兄長馬秋，但被漢中的張魯親自殺死。
《三國志》僅記載馬超死后，嗣马超爵位。